# Wii Play: Motion
Wii Play: Motion, conosciuto in giappone come Wii Remote Plus Variety (Wiiリモコンプラス バラエティ?, Wī Rimokon Purasu Baraeti) è un videogioco per la console Wii, appartenente alla Serie Wii e seguito di Wii Play. Annunciato il 12 aprile 2011, è stato pubblicato il 13 giugno 2011. Il gioco è venduto in bundle con un telecomando Wii di colore rosso con Wii MotionPlus incorporato.

## Dettagli
Secondo le informazioni rilasciate dal Nintendo Club, il gioco avrebbe incluso delle funzioni esclusive per il Wii Motion Plus, ad esempio, volare con un ombrello lottando contro il vento, fermare degli animali che rubano dei vegetali dall'orto o trovare dei fantasmi puntando il Wii Remote intorno al giocatore. Tali anticipazioni sono state veritiere. In tutto sono presenti 12 giochi.

## Minigiochi disponibili
- Gelatorre (Cone Zone)
- Occhio all'Orto (Veggie Guardin)
- Rimbalzello (Skip Skimmer)
- Posiziona Mii Plus (Pose Mii Plus)
- Tiro al bersaglio (Teeter Targets)
- Saltimparco (Jump Park)
- Flipper (Trigger Twist)
- Casa Infestata (Spooky Search)
- Turbombrello (Wind Runner)
- Tesoro Sommerso (Treasure Twirl)
- Palloncini (Flutter Fly)
- Stazione Spaziale (Star Shuttle)

## Dinamiche minigiochi

### Gelatorre
- Gelato a Palline (1G-2G): Bisogna tenere in mano il telecomando Wii Plus in maniera verticale come se si tenesse un cono gelato. Al cono vengono aggiunte continuamente delle palline fino a formare una vera e propria torre di gelato, che si deve riuscire a non far cadere tenendola in equilibrio con il telecomando. Quando si è in due giocatori i due Mii stanno vicini, ognuno con la propria torre di gelato, e bisogna stare attenti a non far scontrare le torri altrimenti i due giocatori perdono insieme. Il punteggio corrisponde al numero di palline che si è riusciti ad aggiungere alla propria torre prima di perdere.
- Gelato soft (1G): Il cono viene riempito di gelato morbido, quindi bisogna tenere il telcomando in verticale e ruotarlo, per ottenere una torre più alta, senza farla cadere. Il punteggio viene calcolato in base all'altezza e alla forma della torre ed alla stabilità con cui si tiene il telecomando durante la partita.

### Occhio all'orto
- Salvafrutta (1G): Bisogna tenere in mano il Telecomando Wii Plus come se si brandisse un martello e usarlo per colpire le talpe che escono dai buchi e cercano di rubare la frutta dall'orto. Il giocatore ha tre ceste di frutta e il gioco finisce quando le tre ceste restano vuote dopo che i frutti contenuti vengono rubati. Quando si colpisce un determinato numero di talpe consecutivamente, il martello diventa più grande e potente. Di tanto in tanto sbucano fuori dei Mii insieme alle talpe, che tolgono punti se colpiti, e delle talpe mascherate da Mii, che vanno ovviamente colpite.
- Sfida (1G-4G): Qui non c'è la frutta e bisogna colpire le talpe in 3 round; anche qui compaiono i Mii, da evitare.
- Schiacciacolore (1G): Le 5 talpe con l'elmetto illuminato di un colore compaiono in un certo ordine, e bisogna colpirle nello stesso ordine. Se ci si riesce, si passa al livello successivo; ad ogni livello si aggiunge una talpa.

### Rimbalzello
- Classico (1G-4G): Ci si trova lungo una riva di un lago, di giorno, al tramonto o di notte. Si raccoglie una pietra dalla spiaggia puntandola con il telecomando e premendo A e B, e poi, con un movimento secco ma controllato del telecomando con il tasto B premuto, la si lancia lungo la superficie dell'acqua. Il lancio tiene conto dell'inclinazione del Telecomando Wii e della forza, e il punteggio viene attribuito in base al numero di rimbalzi compiuti dal sasso lanciato. Sono inoltre presenti dei sassolini speciali, che compaiono dopo 2 lanci ben riusciti e producono degli effetti particolari quando vengono lanciati: il cuore, la rana, il delfino, la nota, il cane, il gatto, il gallo, il fulmine, la stella, il boomerang e l'UFO.
- Percorso (1G-4G): Sono presenti 5 percorsi pieni di anelli dorati, che donano 10 punti quando ci si passa dentro, spesso inizianti con un anello speciale rosa che modificherà la traiettoria iniziale della pietra. Ogni giocatore inizia prendendo una pietra e lanciandola. Le pietre sono inizialmente 5, di cui una duplica il punteggio totale del percorso. Alla fine di ogni percorso è presente un bersaglio da 10, 30 e 50 punti.

### Posiziona Mii Plus
- Un giocatore (1G): Con il telecomando Wii Plus bisogna controllare il proprio Mii e farlo passare attraverso i portali dei 5 livelli inclinandolo in tutte le direzioni. Dopo ogni serie di portali bisogna raccogliere delle gemme. In ogni livello il Mii va più veloce e ci sono più portali. Vengono assegnati 2 punti per ogni gemma raccolta, mentre con i portali più in fretta si assume la posa più punti si ottengono (max 10). Se non si riesce ad assumere la posa in tempo si andrà a sbattere contro il portale e si perderà un cuore. Dopo 3 cuori persi la partita finisce, e alla fine ogni cuore rimasto incrementerà il punteggio di 100.
- Sfida (2G): In questa modalità le regole sono uguali al gioco singolo, ma si deve collaborare a posizionarsi esattamente tutti e 2 in poco tempo.

### Tiro al bersaglio
- Un giocatore (1G): lo scopo del gioco è distruggere tutti i bersagli presenti in ogni livello, stando attenti a non perdere i tre cuori a disposizione (ognuno viene perso mancando un bersaglio). I bersagli compaiono anche fuori dallo schermo e delle frecce avvertiranno su dove puntare il telecomando per spostarsi e colpirli

-UFO: Un prato è infestato dagli UFO, e bisogna colpirli prima che rapiscano i Mii. Il boss è la Nave Madre. Il carretto e gli steccati contengono delle sorprese.
-Ninja: I ninja attaccano e vanno colpiti prima che sia troppo tardi. Il boss è il Ninja Viola Gigante. I barili contengono delle sorprese.
-Dinosauri: In uno strano luogo i dinosauri regnano sui Mii e vanno distrutti prima che distruggano il giocatore. Il boss è il T-Rex. I frutti multicolori che crescono sugli alberi contengono delle sorprese.
-Tutti: UFO, ninja e dinosauri uniscono le forze e vanno affrontati tutti uno dopo l'altro.

### Saltimparco
- Gemme (1G): Lo scopo del gioco è raccogliere gemme (200 nel livello 1, 300 nel livello 2, 400 nel livello 3 e 500 nel livello 4) e poi raggiungere il traguardo. Per muoversi bisogna rimbalzare sulle piattaforme gommose.
- A tempo (1G): In questa modalità non ci sono gemme, e lo scopo è semplicemente raggiungere il traguardo nel minor tempo possibile.

### Flipper
- Un giocatore (1G): Si gioca inclinando il telecomando Wii a destra e a sinistra, per controllare una o più piattaforme gialle che possono ruotare attorno al loro centro. Lo scopo è colpire una pallina per farla avanzare nel livello e far sì che essa colpisca i bersagli presenti nel livello. Il gioco è a tempo: se la pallina cade fuori dallo schermo si perdono 10 secondi, mentre toccando i bersagli quadrati verdi e gialli se ne guadagnano 30. Se si riesce a colpire tutti i bersagli, compresi quelli che aumentano il tempo, senza mai far cadere la pallina, si riceve il bonus "perfetto".
- Sfida (2G): Due avversari si sfidano, ognuno con una piattaforma e una pallina, a chi colpisce più bersagli nel livello.
- Senza fine (1G)

### Casa infestata
Lo scopo del gioco è catturare i fantasmi nascosti e rinchiuderli nella Fantomacchina. Per farlo bisogna puntare il Telecomando Wii muovendolo intorno a sé, ed esso emette dei suoni intermittenti che hanno frequenza tanto più alta quanto più si è vicini ad un fantasma; quando viene emesso il suono di allarme continuo ed il telecomando vibra, si deve premere il pulsante "B" e, tenendolo premuto, trascinare il telecomando verso lo schermo, in modo da portarvi il fantasma e farlo risucchiare dalla Fantomacchina. Sullo schermo vengono visualizzati dei Mii che danno al giocatore indicazioni verbali su dove si trovino i fantasmi. Alcuni fantasmi sono difficili da catturare, in quanto cercano di scappare, e richiedono di muovere ripetutamente il Telecomando Wii verso la Fantomacchina, in modo da stancarli e catturarli. Il punteggio viene calcolato in base a quanti fantasmi si riescono a catturare nel tempo a disposizione. 
- Facile (1G-4G)
- Medio (1G-4G)
- Difficile (1G-4G)

### Turbombrello
Una gara di velocità in cui si devono sfruttare le correnti d'aria per completare percorsi a ostacoli ricchi di gemme da raccogliere.

### Tesoro sommerso
L'obiettivo è quello di calarsi nelle profondità del mare alla ricerca di tesori posti sul fondale.

### Palloncini
- Un giocatore (1G): Lo scopo del gioco è agitare una fogliolina per fare aria e guidare i palloncini attraverso un percorso, facendoli passare attraverso gli anelli, raccogliendo gli spicchi di anello e scacciando i corvi. Se un palloncino finisce su uno spuntone o se un corvo riesce ad avvicinarsi e lo buca, il palloncino va perduto. Se si rimane a zero si perde.
- Sfida (2G): Lo scopo del gioco è agitare una fogliolina per guidare i palloncini facendoli attraversare l'anello dorato finale prima dell'avversario.

### Stazione spaziale
- Un giocatore (1G): Lo scopo del gioco è di far arrivare dei pezzi di stazione spaziale ad essa per costruirla. Si controlla un'astronave tenendo il telecomando Wii Plus parallelo a terra (con A rivolto verso l'alto) con questi comandi:
  - A: Vai verso il basso;

- B: Vai verso l'alto;
- freccia in su: vai indietro;
- freccia in giù: vai avanti;
- freccia a destra: vai verso sinistra;
- freccia a sinistra: vai verso destra;
Alla fine del percorso c'è un bersaglio con 1, 2, 3 o 4 cerchi: si vince facendo aderire le sfere del pezzo trasportato ai cerchi del colore corrispondente sul bersaglio. Di tanto in tanto c'è una tempesta spaziale, occasione in cui bisogna puntare il telecomando Wii Plus verso lo schermo con mano ferma per stabilizzarsi e non finire fuori rotta. Se si superano i 30 km/h di velocità nel portare il pezzo o se si va a sbattere si perde il livello, così come se si finisce in un buco nero o se si va fuori rotta. Dal livello 21 al livello 30 bisognerà prendere il carico all'inizio.
- Sfida (2): lo scopo del gioco è semplicemente quello di agganciare il pezzo dell'astronave prima dell'avversario.

## Easter eggs
Nello schermo del titolo (quello in cui bisogna premere i tasti A e B insieme per accedere al menu) sono presenti 2 easter eggs che si sbloccano solo a videogioco completato (ovvero avendo giocato almeno una volta a tutti i minigiochi). Il primo easter egg si attiva tenendo premuto il pulsante B e riduce lo schermo del titolo ad una sfera, la quale, ruotata di 180° sull'asse verticale, dà vita ai titoli di testa. La sfera si ruota con una sorta di mano di legno che afferra premendo B e rilascia rilasciando il pulsante.
Il secondo easter egg è un insieme di 4 minigiochi aggiuntivi scelti casualmente dal sistema, che si avviano se non si preme nessun pulsante per almeno 15 secondi. Il primo minigioco consente di fare bolle di sapone, il secondo di ruotare una sorta di caleidoscopio, il terzo (sbloccabile dopo alcuni progressi) consiste nel far nuotare un delfino nel mare, facendolo passare negli anelli, facendogli scoppiare palloncini con dei salti fuori dall'acqua ecc., il quarto (sbloccabile dopo aver preso la medaglia di platino in tutti i minigiochi) consiste nell'attraversare un percorso ad ostacoli a bordo di un monociclo entro il tempo limite.

## Accoglienza
| Pubblicazione              | Punteggio |
| -------------------------- | --------- |
| GameRankings               | 60,25 %   |
| Metacritic                 | 58        |
| Computer and Video Games   | 7,2/10    |
| Eurogamer                  | 6/10      |
| GamePro                    | 2/5       |
| gameSpot                   | 5,5/10    |
| IGN                        | 4/10      |
| Nintendo Power             | 7,5/10    |
| Nintendo World Report      | 6/10      |
| Official Nintendo Magazine | 70/100    |